# Seleção Burundinesa de Futebol Feminino

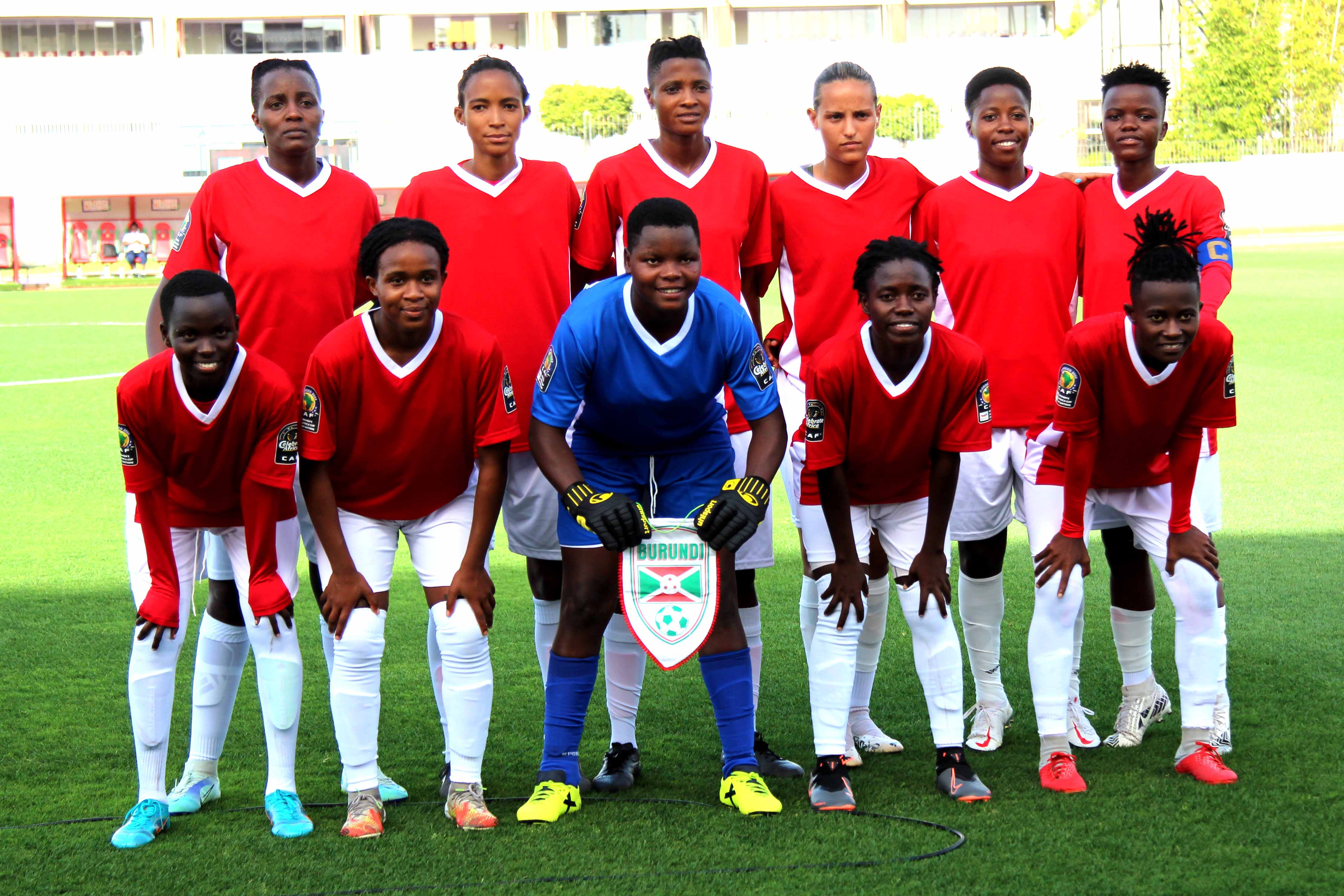
Equipe do Burundi

A Seleção Burundinesa de Futebol Feminino representa Burundi no futebol feminino internacional. A equipe compete desde 2016 em partidas reconhecidas pela FIFA, órgão internacional do esporte. Ela é filiada à FIFA, à CAF e à CECAFA.

## Resultados recentes
A seguir, uma lista de resultados de partidas nos últimos 12 meses, bem como quaisquer partidas futuras que foram agendadas.
Legenda
      Vitória       Empate       Derrota

### 2021
| 20 de outubro Qualificatórias WAFCON de 2022 | Eritreia | 0 – 5 | Burundi | Asmara, Eritreia        |
|                                              |          |       |         | Estádio: Denden Stadium |

| 26 de outubro Qualificatórias WAFCON de 2022 | Burundi | 1 – 0 (6 – 0 agr.) | Eritreia | Ngozi, Burundi          |
|                                              |         |                    |          | Estádio: Stade Urukundo |

### 2022
| 16 de fevereiro Qualificatórias WAFCON de 2022 | Burundi | 6 – 1 | Djibuti | Ngozi, Burundi          |
|                                                |         |       |         | Estádio: Stade Urukundo |

| 21 de fevereiro Qualificatórias WAFCON de 2022 | Djibuti | 0 – 5 (1 – 11 agr.) | Burundi | Ngozi, Burundi          |
|                                                |         |                     |         | Estádio: Stade Urukundo |

## Ligações Externas
Site da Federação de Futebol do Burundi
Perfil de Burundi na página da FIFA
1. 1 2 3  «Women's Ranking». www.fifa.com (em inglês). Consultado em 13 de julho de 2022